# Електронне піаніно
Електро́нне піані́но — клавішний електронний музичний інструмент, що симулює звучання фортепіано (а іноді також органу чи клавесину) засобами електроніки. За своєю будовою електронні фортепіано аналогічні синтезаторам, звучання яких генерується електронними генераторами і відрізняються від електричних піаніно, звук яких генерується датчиками.
Електронні піаніно виготовлялись у 1970-х роках головним чином в Італії, Японії та США. Одним із найпопулярніших прикладів електронних піаніно є модель «RMI 368 Electra-Piano and Harpsichord» американської фірми Rocky Mount Instruments.
У 1980-х роках на зміну аналоговим електронним піаніно прийшли цифрові інструменти, практично повністю витіснивши їх з ринку, однією із перших значних моделей стало цифрове піаніно «Kurzweil K250». Хоча у сучасній україномовній літературі терміни цифрове піаніно і електронне піаніно використовуються як синонімічні, термін цифрове піаніно (англ. digital piano) представляється точнішим терміном для сучасних цифрових виробів.